# 바레인의 코로나19 범유행
다음은 바레인의 코로나19 범유행 현황에 대한 설명이다.

## 배경
세계보건기구(WHO)는 12일 2019년 12월 31일 처음 WHO의 주목을 받았던 중화인민공화국 후베이성 우한시의 한 집단에서 신종 코로나바이러스가 호흡기 질환의 원인임을 확인했다. 이 군단은 처음에 우한화난수산물도매시장과 연결되어 있었다. 그러나 실험실 확정 결과가 나온 그 첫 사례들 중 일부는 시장과 연관성이 없었고, 전염병의 근원은 알려져 있지 않다.
2003년 사스와 달리 COVID-19의 경우 치명률은 훨씬 낮았지만, 총 사망자 수가 상당할 정도로 감염 경로는 훨씬 더 컸다. COVID-19는 전형적으로 약 7일 정도의 독감과 유사한 증상을 보이며, 그 후 일부 사람들은 병원에 입원해야 하는 바이러스성 폐렴의 증상으로 발전한다. 3월 19일부터 COVID-19는 더 이상 "높은 결과 감염병"으로 분류되지 않았다.

## 연혁
2020년 2월 21일, 아랍에미리트 두바이를 경유하여 이란에서 온 스쿨버스 운전사가 바레인에서 COVID-19 첫 확진 사례를 확인했다.
2월 24일, 아랍에미리트 두바이를 거쳐 이란에서 바레인 국제공항에 도착한 바레인 여성 한 명이 예방 조치의 일환으로 검사를 받고 SARS-CoV-2 양성반응을 보였다. 그녀는 남편과 시누이와 함께 이란에서 도착했었다. 모두 고립무원으로 옮겨졌다. 바레인은 두바이 국제공항과 샤르자 국제공항의 모든 비행을 48시간 동안 중단시켰다. 또한 이란에 대한 여행 금지령을 발표했다.
2월 25일 바레인은 9건의 새로운 사례를 확인하여 총 17건으로 늘어났다. 9건의 사건에는 바레인 여성 4명과 바레인 남성 2명이 샤르자를 경유해 이란에서 오는 사우디아라비아 여성 2명, 두바이를 경유하는 바레인 여성 1명이 포함됐다.
바레인은 COVID-19 감염 확산을 막기 위해 모든 학교, 보육원, 대학들을 2주간 중단시켰다. CBSE 시험은 연기되었다.
바레인은 지난 2월 26일 9건의 새로운 사례를 확인, 이란에서 3명의 여성 여행자가 포함된 3건의 새로운 사례를 포함해 총 26건으로 증가했다.
바레인의 민간 항공 사무국은 두바이 국제 공항을 오가는 항공기 운항 중단이 48시간 더 연장됐다고 발표했다. 이라크와 레바논을 오가는 항공편은 추후 통보가 있을 때까지 운항이 중단됐다. 보건부는 지난 2월 이란을 여행한 모든 시민과 주민들에 대한 의무적인 건강 검진을 발표했다.
2월 27일 바레인은 7건의 새로운 사례를 확인하여 총수를 33건으로 늘렸다. 대부분의 새로운 사례들은 간접 항공편을 통해 이란에서 왔다. 감염된 사람들은 에브라힘 칼릴 카누 커뮤니티 메디컬 센터로 이송되어 격리되었다.
2월 28일 바레인은 이란에서 간접 항공편을 이용해 온 바레인 국적자와 사우디아라비아 국적자 등 두 명의 새로운 사례를 확인했다. 바레인에서는 2월 28일 현재 38건의 확진 환자가 발생했다.

## 같이 보기
- 아시아의 코로나19 범유행